# Odontoloma pygidiale
Odontoloma pygidiale là một loài bọ cánh cứng trong họ Bọ hung (Scarabaeidae).